# Épochè
 (août 2020).
Si vous disposez d'ouvrages ou d'articles de référence ou si vous connaissez des sites web de qualité traitant du thème abordé ici, merci de compléter l'article en donnant les références utiles à sa vérifiabilité et en les liant à la section « Notes et références ».
Épochè est un mot grec (ἐποχή / epokhế) qui signifie « arrêt, interruption, cessation ». En philosophie, et par la suite en psychanalyse, ce terme désigne la suspension du jugement.

## Philosophie antique

### Origine du terme: un concept principalement sceptique

#### Un concept d'origine stoïcienne
Le concept d'épochè remonte — selon Pierre Couissin — au stoïcisme. Pour Zénon de Kition, fondateur du stoïcisme vers 301 av. J.-C., le sage ne doit pas donner son assentiment (συγκατάθεσις, suŋkatathesis) de façon précipitée à chaque représentation (phantasia) qui se présente à lui. Sur ce qui n'est pas certitude, « représentation compréhensive » (φαντασία καταληπτική, phantasia katalêptikê) le sage ne donne pas son approbation.

#### Un développement chez les sceptiques
Chez les sceptiques, l'épochè désigne la suspension du jugement. On s'abstient de toute assertion, soit favorable, soit défavorable, pour ou contre.
Pyrrhon lui-même, fondateur du scepticisme vers 322 av. J.-C., ne se prononce pas. Diogène Laërce (IX, 62) dit de Pyrrhon : « Il philosophe en suivant le principe de la suspension. » Mais, à son époque, Pyrrhon se contente de prôner l'indifférence devant les opinions et les événements, car « aucune chose n'est plus ceci que cela » (Diogène Laërce, IX, 61), ce qui signifie, dit Pierre Hadot, que « l'homme ne peut pas faire de différence entre les choses, ni du point de vue de la valeur ni du point de vue de la vérité ». Pyrrhon recommande, au fond, un genre de vie, une attitude faite de détachement, qui engendre l'ataraxie (l'imperturbabilité), c'est-à-dire la paix intérieure.
Pour le disciple de Pyrrhon, Timon de Phlionte (vers 280 av. J.-C.) :
« Il faut demeurer sans opinions, sans penchants et sans nous laisser ébranler, nous bornant à dire de chaque chose qu'elle n'est pas plus ceci que cela ou encore qu'elle est en même temps qu'elle n'est pas ou bien enfin ni qu'elle est ni qu'elle n'est pas. Pour peu que nous connaissions ces dispositions, dit Timon, nous connaîtrons d'abord l'« aphasie » (c'est-à-dire que nous n'affirmerons rien), ensuite l'« ataraxie » (c'est-à-dire que nous ne connaîtrons aucun trouble) » (Eusèbe de Césarée, Préparation évangélique, XIV, 18, 2).

#### Un sens plus strict dans le néo-pyrrhonisme
L'épochè s'impose dans le néo-pyrrhonisme, scepticisme au sens le plus strict, surtout chez Sextus Empiricus (début du IIIe s.). Selon lui, la suspension du jugement (épochè) est le refus d'accorder son assentiment à une représentation (phantasia) ou à la raison (logos) parce que les arguments contraires ont une égale force. Toujours selon Sextus Empiricus, la suspension est le but du scepticisme et l'unique moyen de lutter efficacement contre l'imagination et la raison.
« La suspension est l'état de la pensée où nous ne nions ni n'affirmons rien. Quiétude (ἀρρεψία, arrepsia), c'est la tranquillité et la sérénité de l'âme » (Sextus Empiricus, Hypotyposes pyrrhoniennes, I, 10).
Cependant, cette vision est un argument bien plus sceptique que propre à l'épochè, puisque le scepticisme doute de chaque affirmation, et donc rejette tout semblant de « vérité ». Or si l'on doute de chaque affirmation, impossible d’en accepter aucune… L'épochè, au contraire, ne remet pas en cause la légitimité de chaque point de vue : elle les accepte comme tels, malgré leur apparence antithétiques.

### Doctrine générale: la théorisation dans la Nouvelle Académie
Arcésilas de Pitane (chef de la 2e Académie de Platon vers 268 av. J.-C.) fut le véritable premier théoricien de l'épochè, ce type d'absence de jugement, s'éloignant subtilement du scepticisme.
« C'est contre Zénon [de Kition] qu'Arcésilas, d'après la tradition, engagea le combat (…), à cause de l'obscurité des choses qui avaient amené Socrate à avouer son ignorance… Il pensait donc que tout se cache dans l'obscurité, que rien ne peut être perçu ni compris ; que, pour ces raisons, on ne doit jamais rien assurer, rien affirmer, rien approuver ; qu'il faut toujours brider sa témérité et la préserver de tout débordement, alors qu'on l'exalte en approuvant des choses fausses ou inconnues ; or rien n'est plus honteux que de voir l'assentiment et l'approbation se précipiter pour devancer la connaissance et la perception » (Cicéron, Académiques, I, 45).
Non seulement Arcésilas théorise, mais il pratique :
« Il agissait selon cette méthode, si bien qu'en réfutant les avis de tous il amenait la plupart de ses interlocuteurs à abandonner leur propre avis. Quand on découvrait que les arguments opposés de part et d'autre sur un même sujet avaient le même poids, il était plus facile de suspendre son assentiment, d'un côté comme de l'autre » (Cicéron, Académiques, I, 45).
Carnéade, chef de la IIIe Académie de Platon vers 168 av., « probabiliste », ne donne d'assentiment à aucune représentation. Cependant, le philosophe peut tenir certaines représentations pour plus fiables que d'autres, même s'il ne se prononce pas sur leur vérité : c'est une « représentation probable » (πιθανἠ φαντασία, pithanê phantasia), convaincante. « Probable » signifie ici : probatoire, soumis à l'examen. Son successeur, Clitomaque dit ceci :
« L'affirmation « Le sage suspend son assentiment » a deux sens. Selon le premier, le sage n'assentit absolument à rien [sur la vérité ou la fausseté de ses représentations]. Selon le second, il s'abstient, quand il donne une réponse, d'admettre ou de nier tel point [une représentation approuvable] » (Cicéron, Académiques, II, 104).
L'épochè, ne renie pas la raison (logos) : Arcésilas de Pitane mit d'ailleurs en place le concept d'εὔλογος / eulogos, littéralement « la bonne raison ». Selon lui, cette doctrine admet l’action, et le jugement, puisqu’elle n’empêche pas la prise de position. Simplement, nos actes doivent être justifiables par des raisons cohérentes : c’est un accord subjectif de représentations, qui n’implique aucune affirmation dogmatique. Arcésilas, contrairement aux sceptiques, conserve donc un rôle pour la raison et rejette en conséquence l’inaction. Il propose de se créer une échelle de valeur tant éphémère que personnelle, pleinement contextuelle.
Notons d'ailleurs que, d'après Sextus Empiricus, Arcésilas et Carnéade n'étaient pas de véritables sceptiques, puisqu'ils affirmaient que les choses sont insaisissables ; si bien que leur épochè n'était pas complète.

## Philosophie moderne

### L'épochèselon Husserl
Chez Husserl (qui, lui, s'oppose explicitement au scepticisme, et adopte cependant ce terme) et dans la phénoménologie, l'épochè désigne la mise en suspens de la thèse naturelle du monde, c'est-à-dire la croyance à la réalité extérieure du monde. Mais il ne s'agit pas du tout de douter de la réalité du monde. Cette mise entre parenthèses a pour but de ne laisser que le phénomène du monde, qui est une pure apparition, et qui n'affirme plus la réalité de la chose apparaissant.
« L'ἐποχή phénoménologique. À la place de la tentative cartésienne de doute universel, nous pourrions introduire l'universelle ἐποχή, au sens nouveau et rigoureusement déterminé que nous lui avons donné. (…) Notre ambition est précisément de découvrir un nouveau domaine scientifique, dont l'accès nous soit acquis par la méthode même de mise entre parenthèses (…). Ce que nous mettons hors de jeu, c'est la thèse générale qui tient à l'essence de l'attitude naturelle (…). je ne nie donc pas ce monde comme si j'étais sophiste ; je ne mets pas son existence en doute comme si j'étais sceptique ; mais j'opère l'ἐποχή phénoménologique qui m'interdit absolument tout jugement portant sur l'existence spatio-temporelle. Par conséquent, toutes les sciences qui se rapportent à ce monde naturel (…) je les mets hors circuit, je ne fais absolument aucun usage de leur validité ; je ne fais mienne aucune des propositions qui y ressortissent, fussent-elles d'une évidence parfaite » (Husserl, Idées directrices pour une phénoménologie pure et une philosophie phénoménologique (1913), Gallimard, coll. « Tel », p. 101-103).

## Psychanalyse
Pour les psychanalystes, l’épochè est la suspension de tout jugement de réalité, dans le but de permettre de naviguer dans l'univers des fantasmes et de l'inconscient de l'analysant[réf. souhaitée].